# Manuel de Salinas
Manuel de Salinas y Lizana (1616 - 1688), poeta y traductor español del Siglo de Oro.

## Biografía
Canónigo de Huesca, formó parte de la tertulia del rico y culto caballero oscense y mecenas Juan Vicencio Lastanosa junto a otros ingenios aragoneses. Escribió una traducción en verso de los epigramas de Marcial que le publicó Lastanosa (Huesca, Juan Nogués, 1648). Su amigo Baltasar Gracián (lo elogia en el diálogo "El hombre en su punto" de El discreto, de 1646) reprodujo parte de estos epigramas en su Agudeza y arte de ingenio y sin duda Salinas colaboró con él en esta magna obra. Compuso además un poema narrativo extenso, versión parafrástica de la historia bíblica de Susana y los viejos contada por el profeta Daniel: La Casta Susana (Huesca, 1651).  Pero las críticas de Gracián a este poema sobre Susana fueron tan duras que Salinas rompió con él en 1652. Se conservan además de él algunos otros poemas sueltos, como un soneto a una fuente.

## Obras
- La Casta Susana: parafrasi poetica de su sagrada historia Huesca: Iuan Francisco de Larumbe, 1651